# I Want to Live (Aphrodite's Child)
"I Want to Live" is een nummer van de Griekse band Aphrodite's Child. In april 1969 werd het nummer uitgebracht als single.

## Achtergrond
"I Want to Live" is geschreven door de Britse tekstschrijver Boris Bergman en toetsenist van de groep Evangelos Papathanassiou en geproduceerd door Gérard Fallec. De melodie van het nummer is gebaseerd op het Franse liedje "Plaisir d'amour", in 1784 geschreven door Jean-Pierre Claris de Florian en Jean Paul Egide Martini. Deze twee auteurs worden dan ook vermeld als schrijvers van "I Want to Live". Het is niet het enige popnummer dat op dit Franse lied is gebaseerd; in 1961 leende "Can't Help Falling in Love" van Elvis Presley ook al de melodie van deze compositie. Het is ook niet het eerste klassieke werk dat de basis vormde voor een nummer van Aphrodite's Child, nadat zij een jaar eerder ook al de melodie van de Canon in D van Johann Pachelbel verwerkten in "Rain and Tears".
"I Want to Live" werd een grote hit. De in Frankrijk geperste single bereikte in dit land de derde plaats in de hitlijsten. Ook in Italië, Zwitserland en een voorloper van de Waalse Ultratop 50 werd de top 10 gehaald. In Nederland werd de single een nummer 1-hit in zowel de Top 40 als de Hilversum 3 Top 30.

## Hitnoteringen

### Nederlandse Top 40
| Hitnotering: 21-06-1969 t/m 06-09-1969 | Hitnotering: 21-06-1969 t/m 06-09-1969 | Hitnotering: 21-06-1969 t/m 06-09-1969 | Hitnotering: 21-06-1969 t/m 06-09-1969 | Hitnotering: 21-06-1969 t/m 06-09-1969 | Hitnotering: 21-06-1969 t/m 06-09-1969 | Hitnotering: 21-06-1969 t/m 06-09-1969 | Hitnotering: 21-06-1969 t/m 06-09-1969 | Hitnotering: 21-06-1969 t/m 06-09-1969 | Hitnotering: 21-06-1969 t/m 06-09-1969 | Hitnotering: 21-06-1969 t/m 06-09-1969 | Hitnotering: 21-06-1969 t/m 06-09-1969 | Hitnotering: 21-06-1969 t/m 06-09-1969 | Hitnotering: 21-06-1969 t/m 06-09-1969 |
| Week                                   | 1                                      | 2                                      | 3                                      | 4                                      | 5                                      | 6                                      | 7                                      | 8                                      | 9                                      | 10                                     | 11                                     | 12                                     |                                        |
| -------------------------------------- | -------------------------------------- | -------------------------------------- | -------------------------------------- | -------------------------------------- | -------------------------------------- | -------------------------------------- | -------------------------------------- | -------------------------------------- | -------------------------------------- | -------------------------------------- | -------------------------------------- | -------------------------------------- | -------------------------------------- |
| Nummer                                 | 38                                     | 14                                     | 6                                      | 4                                      | 1                                      | 2                                      | 4                                      | 7                                      | 8                                      | 11                                     | 19                                     | 38                                     | uit                                    |

### Hilversum 3 Top 30
| Hitnotering: 21-06-1969 t/m 06-09-1969 | Hitnotering: 21-06-1969 t/m 06-09-1969 | Hitnotering: 21-06-1969 t/m 06-09-1969 | Hitnotering: 21-06-1969 t/m 06-09-1969 | Hitnotering: 21-06-1969 t/m 06-09-1969 | Hitnotering: 21-06-1969 t/m 06-09-1969 | Hitnotering: 21-06-1969 t/m 06-09-1969 | Hitnotering: 21-06-1969 t/m 06-09-1969 | Hitnotering: 21-06-1969 t/m 06-09-1969 | Hitnotering: 21-06-1969 t/m 06-09-1969 | Hitnotering: 21-06-1969 t/m 06-09-1969 | Hitnotering: 21-06-1969 t/m 06-09-1969 | Hitnotering: 21-06-1969 t/m 06-09-1969 | Hitnotering: 21-06-1969 t/m 06-09-1969 |
| Week                                   | 1                                      | 2                                      | 3                                      | 4                                      | 5                                      | 6                                      | 7                                      | 8                                      | 9                                      | 10                                     | 11                                     | 12                                     |                                        |
| -------------------------------------- | -------------------------------------- | -------------------------------------- | -------------------------------------- | -------------------------------------- | -------------------------------------- | -------------------------------------- | -------------------------------------- | -------------------------------------- | -------------------------------------- | -------------------------------------- | -------------------------------------- | -------------------------------------- | -------------------------------------- |
| Nummer                                 | 28                                     | 12                                     | 8                                      | 5                                      | 1                                      | 2                                      | 5                                      | 5                                      | 10                                     | 11                                     | 22                                     | 25                                     | uit                                    |

### NPO Radio 2 Top 2000
| Nummer met noteringen in de NPO Radio 2 Top 2000 | '05  | '06  | '07 | '08  | '09 | '10  |
| ------------------------------------------------ | ---- | ---- | --- | ---- | --- | ---- |
| I Want to Live                                   | 1611 | 1473 | 927 | 1684 | -   | 1759 |

1. ↑  Een '-' betekent dat het nummer niet was genoteerd en een vetgedrukt getal geeft de hoogste notering aan.
2. ↑  2005 was het eerste jaar met een notering voor dit nummer.
3. ↑  Deze tabel is bijgewerkt tot en met de laatste editie (2024).